# 10년 : 태국
10년 : 태국(10 YEARS THAILAND)은 태국, 홍콩, 일본에서 제작된 아딧야 아사랏, 아피찻퐁 위라세타쿤, 위시트 사사나티앙 감독의 2018년 드라마 영화이다.
2015년 홍콩 영화 10년에 기반을 둔다.